# Antigonia (caproidae)
Antigonia es un género de peces de la familia Caproidae, del orden Perciformes. Este género marino fue descrito por primera vez en 1843 por Richard Thomas Lowe.

## Especies
Especies reconocidas del género:
- Antigonia aurorosea Parin & Borodulina, 1986
- Antigonia capros R. T. Lowe, 1843
- Antigonia combatia Berry & Rathjen, 1959
- Antigonia emanuela Prokófiev, Psomadakis & Gon, 2020
- Antigonia eos C. H. Gilbert, 1905
- Antigonia hulleyi Parin & Borodulina, 2005
- Antigonia indica Parin & Borodulina, 1986
- Antigonia kenyae Parin & Borodulina, 2005
- Antigonia malayana M. C. W. Weber, 1913
- Antigonia ovalis Parin & Borodulina, 2006
- Antigonia quiproqua Parin & Borodulina, 2006
- Antigonia rhomboidea McCulloch, 1915
- Antigonia rubescens (Günther, 1860)
- Antigonia rubicunda J. D. Ogilby, 1910
- Antigonia saya Parin & Borodulina, 1986
- Antigonia socotrae Parin & Borodulina, 2006
- Antigonia undulata Parin & Borodulina, 2005
- Antigonia xenolepis Parin & Borodulina, 1986